# Josep Grau i Seris
Josep Grau i Seris   (Mollerussa, 8 de novembre de 1945) és un expolític, antic càrrec públic i empresari català.

## Trajectòria
Josep Grau va cursar estudis mercantils i va treballar com a agricultor en una explotació familiar agrària. El 1983 s'afilià a Convergència Democràtica de Catalunya. Després d'haver ocupat diferents càrrecs en la política institucional, es dedicà al món empresarial, exercint diferents càrrecs en empreses com Total Foods S.L. i Ingal Energías Renovables S.L. L'any 2009 va crear l'empresa Ingal Energías Renovables, de la qual també n'era administrador el convergent i exdirector general de Pesca i Afers Marítims Jordi Ciuraneta i Riu. Va ser president del consorci Aigües del Segarra-Garrigues S.A. entre 2013 i 2017, , una unió temporal d'empreses formada per la constructora FCC (24% del capital social), Agbar (22%) i les també constructores Copcisa (21%) i Copisa (20%), essent-ne conseller des de 2011. Anteriorment, havia estat el responsable de l'adjudicació a aquest consorci del concurs de l'explotació d'aquest canal per 1.102 milions d'euros quan era Conseller d'Agricultura, Ramaderia i Pesca en 2002.
L'any 2021, va transcendir que Grau actuava com a «facilitador» de companyies que batallen per la instal·lació de megaprojectes eòlics i fotovoltaics.

### Política
Va ser inicialment regidor de l'Ajuntament de Mollerussa des del 1983 i després alcalde des de l'any 1987 fins al 1999. Va ser vicepresident de l'Associació Catalana de Municipis i Comarques del 1987 al 1996, i president del 1996 al 1999. A més, va ser vicepresident del Consell Comarcal del Pla d'Urgell del 1988 al 1990.
Va ser diputat provincial de la Diputació de Lleida des del 1987, i president d'aquesta del 1990 fins al 1999. Del 1993 al 1994 va ser diputat al Congrés dels Diputats.
Va ser el cap de llista de Convergència i Unió a la demarcació de Lleida a les eleccions al Parlament de Catalunya de 1999. Després de les eleccions, va ser elegit diputat al Parlament de Catalunya. Va ser nomenat Conseller d'Agricultura, Ramaderia i Pesca, càrrec que va ocupar fins al 2003. A les eleccions al Parlament de Catalunya de 2003 i 2006 va tornar a encapçalar la llista de CiU per Lleida. Va ser president de la Comissió d'Agricultura del Parlament de Catalunya.